# Kozue Nanao
Kozue Nanao (七尾 こずえ?, Nanao Kozue) è un personaggio inventato nella serie manga e anime Maison Ikkoku - Cara dolce Kyoko, della mangaka Rumiko Takahashi. Il suo personaggio è doppiato in lingua giapponese da Miina Tominaga, mentre in italiano prima da Daniela Caroli ed in seguito da Gabriella Andreini.

## Il personaggio
Kozue Nanao è una graziosa ex collega di lavoro di Godai, che dopo un incontro casuale, Godai invita al cinema, per ripicca nei confronti di Kyoko che invece ha accettato un appuntamento con Mitaka. Kozue fraintende clamorosamente le intenzioni di Godai, e finisce per innamorarsene. Da quel momento in poi per Godai sarà una escalation di situazioni ed equivoci che porteranno Kozue a provare un sentimento sempre più sincero e profondo per Godai, che, nonostante rimanga "fedele" ai propri sentimenti per Kyoko, non è del tutto indifferente alla ragazza, ed anzi ammette che probabilmente se non ci fosse stata Kyoko si sarebbe innamorato di Kozue. Kozue è decisamente ingenua e sprovveduta. Non riesce a rendersi conto del rapporto che esiste fra Godai e Kyoko (come invece riesce a fare quasi subito, la più smaliziata Yagami), ed anzi diventa amica e confidente di Kyoko, che dal canto suo, di fronte al candore di Kozue non riesce a provare odio o antipatia.
I primi dubbi nei riguardi di Godai, Kozue li comincia a provare quando le sue amiche le fanno notare che da parte del fidanzato non c'è alcun interesse ad avere un contatto più fisico verso di lei. Verso la fine della serie Kozue riuscirà a "rubare" un bacio a Godai (il loro primo ed unico bacio), proprio davanti agli occhi di Kyoko. La situazione fra Godai e Kozue non si sbloccherà mai, anche per via della poca risolutezza del ragazzo. Soltanto negli ultimi episodi, a causa di un malinteso (Kozue vedrà uscire Godai da un albergo ad ore con Akemi), Kozue smetterà di vedere Godai. Benché rammaricato per la delusione inflitta alla ragazza, Godai lascerà andare le cose in questo modo, per potersi dedicare finalmente a Kyoko. In seguito Kozue ritornerà da Godai in un episodio, chiedendogli scusa fra le lacrime per aver accettato la proposta di matrimonio di un suo collega. A quel punto Kozue uscirà definitivamente di scena, e verrà mostrata soltanto in un flashback dell'ultimo episodio nella sua vita di casalinga felice.

## Il nome
Pur non abitando nella Maison Ikkoku anche il cognome di Kozue è legato ad un numero. Infatti il carattere "Nana" (七) significa "7".